# Андхойское ханство
Андхойское ханство (узб. Andxoy xonligi, Андхой хонлиги) — узбекское государство, существовавшее в Северном Афганистане в XVIII—XIX веках. Последним ханом был Мир-Даулет-хан.
До 1820 года ханство входило в состав Бухарского эмирата. В 1885 году присоединено к Афганистану.
В 1878 году полковник Н. И. Гродеков при поездке в Афганистан упоминал об Андхойском ханстве:

Н. И. Гродеков. 1883.
Что такое Афганский Туркестан? В состав его вошли следующие ханства: Маймене, Сарыпуль, Шибирхан, Акча, Андхой, Балх, Гурзиван, Дарзаб, Кундуз и Бадахшан. В настоящее время осталось полунезависимым только одно небольшое ханство Андхойское. Теперешнему хану Андхоя сохранены его владения за помощь и содействие, которые он оказал войскам Шир-Али-хана при покорении Меймене. Мир-Даулет-хан получает ежегодную пенсию из кабульской казны в размере 12.000 рупий (7.200 р.). В Андхое постоянно стоит полк афганской кавалерии, который имеет назначение защищать владения хана от набегов туркмен. Сам хан обязан ежегодно являться к тахтапульскому генерал-губернатору, в Мазар-и-Шериф, с подарками, которые идут в кабульскую казну. Во внутреннем управлении Мир-Даулет-хан действует самостоятельно и властен предавать смертной казни своих подданных. Таким образом Шир-Али-хан относительно этого деспота применил ту политику, какая практикуется англичанами в Индустане. Не имея законного предлога непосредственно присоединить к себе Андхой, он сделал Мир-Даулет-хана своим пенсионером и затем держит при нем войско, которое, под предлогом защиты ханства от туркмен, изображает из себя дамоклов меч, готовый опуститься, лишь только теперешний деспот станет неугодным эмиру.